# Gossea faureae
Gossea faureae is een hydroïdpoliep uit de familie Olindiasidae. De poliep komt uit het geslacht Gossea. Gossea faureae werd in 1952 voor het eerst wetenschappelijk beschreven door Picard. 